# × Miltonidium salvadoi
× Miltonidium salvadoi – gatunek roślin z monotypowego rodzaju × Miltonidium z rodziny storczykowatych (Orchidaceae). Obszar rodzimego występowania tego hybrydowego gatunku to południowo-wschodnia Brazylia. Jest to epifit o pseudobulwach i głównie rośnie w sezonowo suchym biomie tropikalnym.
Formuła hybrydowa to Miltonia spectabilis (Lindl.) × Oncidium baueri (Lindl.)

## Systematyka
Gatunek sklasyfikowany do podplemienia Oncidiinae w plemieniu Cymbidieae, podrodzina epidendronowe (Epidendroideae), rodzina storczykowate (Orchidaceae), rząd szparagowce (Asparagales) w obrębie roślin jednoliściennych.